# Костюк, Михаил Дмитриевич
Костюк Михаил Дмитриевич (укр. Михайло Дмитрович Костюк; род. 22 ноября 1961, село Кобылец, Коломыйский район, Ивано-Франковская область, Украинская ССР, СССР) — советский и украинский менеджер железнодорожного транспорта. Генеральный директор Государственной администрации железнодорожного транспорта Украины (Укрзализницы) с 17 декабря 2008 по 18 марта 2011 года. Председатель Львовской областной государственной администрации с 2 ноября 2011 по 2 марта 2013 года. Заместитель председателя Киевской городской государственной администрации от 6 июня 2013 года, кандидат технических наук, член-корреспондент Транспортной академии наук Украины.

## Биография
Окончил Днепропетровский институт инженеров железнодорожного транспорта.
С 1983 года работал на Львовской железной дороге, где занимал должности от бригадира Львовской дистанции пути до начальника хозрасчётной службы пути Львовской железной дороги.
В 2000—2005 годах был начальником Главного управления путевого хозяйства Укрзализницы, затем — начальником Департамента капитальных вложений и внутренних инвестиций Национальной акционерной компании «Нафтогаз Украины».
С 2006 по 2008 год — советник 1-го заместителя министра транспорта и связи Украины.
В феврале 2008 года назначен заместителем генерального директора Государственной администрации железнодорожного транспорта Украины («Укрзализницы»). В том же году получил научную степень кандидата технических наук.
С 17 декабря 2008 по 18 марта 2011 года был генеральным директором «Укрзализницы».
2 ноября 2011 года назначен председателем Львовской областной государственной администрации. Сразу после назначения на должность, Костюк начал критиковать мэрию Львова во главе с Андреем Садовым. В частности, критике подверглись ситуация с задолженностью заработных плат в городе, реконструкция Дворцовой площади и реформа городских автобусных маршрутов.
4 февраля 2012 года в селе Долиновка Сколевского района Львовской области произошел пожар, в результате которого пострадала семья: 3 взрослых погибли почти сразу, а 3 детей получили тяжелые ожоги. На спасение детей были шансы, но нужно было срочно нанять специальный самолет для транспортировки в Бостон (США). Михаил Костюк мог выделить средства из специального фонда, рассчитанного на подобные случаи (тем более что средства вернулись бы через считанные дни из добровольных пожертвований), но не сделал этого. Объявили сбор средств, присоединилось более тысячи благотворителей, за четыре дня собрали 2,3 миллиона гривен. За это время двое детей умерло, а Андрей Царинский, который единственный выжил и таки попал на лечение в Бостон, умер через месяц — вполне вероятно, потому, что помощь не была оказана немедленно..
2 марта 2013 года указом Президента Украины уволен с должности председателя Львовской облгосадминистрации, преемником назначен Виктор Шемчук.
6 июня 2013 года назначен заместителем председателя Киевской городской государственной администрации Александра Попова.

## Коррупция
Татьяна Чорновол и газета «Экспресс» неоднократно отмечали коррупционные схемы Михаила Костюка и ставили под сомнение легитимность его нахождения на должности заместителя председателя Киевской городской государственной администрации.

## Государственные награды
Знаки «Почетному железнодорожнику» и «Заслуженный работник транспорта Украины».

## Интервью
- Алла Єрьоменко. Михайло Костюк: «Ми не можемо собі дозволити зупинити залізницю» // Дзеркало тижня, № 45 (773), 21.11.2009 (недоступная ссылка)